# Великобичківська селищна рада
Великобичкі́вська се́лищна ра́да — адміністративно-територіальна одиниця та орган місцевого самоврядування в Рахівському районі Закарпатської області. Адміністративний центр — селище міського типу Великий Бичків.

## Загальні відомості
- Територія ради: 52,35 км²
- Населення ради: 9 423 особи (станом на 2001 рік)

## Населені пункти
Селищній раді підпорядковані населені пункти:
- смт Великий Бичків

## Склад ради
Рада складається з 30 депутатів та голови.
- Голова ради: Бурса Олег Іванович
- Секретар ради: Божук Валентина Федорівна

### Керівний склад попередніх скликань
| Прізвище, ім'я, по батькові | Основні відомості                                                | Дата обрання | Дата звільнення |
| --------------------------- | ---------------------------------------------------------------- | ------------ | --------------- |
| Зеленко Одарка Дмитрівна    | Селищний голова, 1952 року народження, освіта вища, позапартійна | 26.03.2006   | 31.10.2010      |
| Зеленко Одарка Дмитрівна    | Селищний голова, 1952 року народження, освіта вища, позапартійна | 31.10.2010   |                 |

Примітка: таблиця складена за даними сайту Верховної Ради України

### Депутати
За результатами місцевих виборів 2010 року депутатами ради стали:

#### За суб'єктами висування
| Суб'єкт висування                         | Кількість обраних депутатів | %    |
| ----------------------------------------- | --------------------------- | ---- |
| Самовисування                             | 19                          | 63,3 |
| Політична партія «Наша Україна»           | 6                           | 20   |
| Єдиний Центр                              | 3                           | 10   |
| Партія регіонів                           | 1                           | 3,3  |
| Українська республіканська партія «Собор» | 1                           | 3,3  |

#### За округами
| № округу                                  | Прізвище, ім'я, по батькові    | Дата визнання обраним | Освіта             | Партійна приналежність                | Відомості про обраного депутата                                               |
| ----------------------------------------- | ------------------------------ | --------------------- | ------------------ | ------------------------------------- | ----------------------------------------------------------------------------- |
| Єдиний Центр                              |                                |                       |                    |                                       |                                                                               |
| 1                                         | Куцин Валерій Іванович         | 02.11.2010            | вища               | позапартійний                         | СФК «Ялинка», голова                                                          |
| 4                                         | Підмалівський Юрій Йосипович   | 02.11.2010            | середня            | позапартійний                         | приватний підприємець                                                         |
| 16                                        | Чернян Вільмош-Іван Калманович | 02.11.2010            | вища               | позапартійний                         | ТОВ «Техноліс», начальник охорони                                             |
| Партія регіонів                           |                                |                       |                    |                                       |                                                                               |
| 7                                         | Руснак Микола Миколайович      | 02.11.2010            | вища               | член Партії регіонів                  | пенсіонер                                                                     |
| Політична партія «Наша Україна»           |                                |                       |                    |                                       |                                                                               |
| 2                                         | Сидоряк Оксана Паньківна       | 02.11.2010            | вища               | позапартійна                          | Великобичківська міська лікарня, лікар сімейної медицини                      |
| 9                                         | Бурса Олег Іванович            | 02.11.2010            | вища               | член Політичної партії «Наша Україна» | приватний підприємець                                                         |
| 21                                        | Калинська Надія Василівна      | 02.11.2010            | вища               | позапартійна                          | Великобичківська міська лікарня, лікар загальної практики — сімейної медицини |
| 23                                        | Керч Володимир Михайлович      | 02.11.2010            | середня спеціальна | позапартійний                         | пенсіонер                                                                     |
| 28                                        | Волощук Василь Васильович      | 02.11.2010            | середня спеціальна | член Політичної партії «Наша Україна» | фермерське товариство «Малобичківське», голова                                |
| 30                                        | Попович Василь Миколайович     | 02.11.2010            | середня спеціальна | член Політичної партії «Наша Україна» | пенсіонер                                                                     |
| Українська республіканська партія «Собор» |                                |                       |                    |                                       |                                                                               |
| 19                                        | Шпилька Тетяна Петрівна        | 02.11.2010            | середня спеціальна | позапартійна                          | ТОВ «КРАВЗ і К», медичне сестра                                               |
| Самовисування                             |                                |                       |                    |                                       |                                                                               |
| 3                                         | Тернущак Валентина Павлівна    | 02.11.2010            | вища               | позапартійна                          | Рахівська РДА, начальник служби у справах дітей                               |
| 5                                         | Микуляк Василь Дмитрович       | 02.11.2010            | вища               | позапартійний                         | Рахівський РВУМВС України в Закарпатській області, інспектор ДАЇ              |
| 6                                         | Йосипчук Василь Васильович     | 02.11.2010            | вища               | позапартійний                         | Великобичківський будинок культури, директор                                  |
| 8                                         | Варивода Іван Семенович        | 02.11.2010            | середня спеціальна | позапартійний                         | Мармуровий кар"єр «Трибушани», інженер                                        |
| 10                                        | Божук Валентина Федорівна      | 02.11.2010            | вища               | позапартійна                          | Великобичківська селищна рада, секретар                                       |
| 11                                        | Бурса Ганна Василівна          | 02.11.2010            | вища               | член Політичної партії «Наша Україна» | приватний підприємець                                                         |
| 12                                        | Гучканюк Юрій Миколайович      | 02.11.2010            | вища               | позапартійний                         | приватне підприємство ГТЗ «Сервіс-земля», директор                            |
| 13                                        | Дряшкаба Василь Йосипович      | 02.11.2010            | середня спеціальна | позапартійний                         | Великобичківське виробничо-житлово-комунальне підприємство, начальник         |
| 14                                        | Дряшкаба Микола Петрович       | 02.11.2010            | вища               | позапартійний                         | Рахівська дитяча юнацька спортивна школа, тренер                              |
| 15                                        | Горбова Тетяна Іванівна        | 02.11.2010            | вища               | позапартійна                          | Великобичківська міська лікарня, головний лікар                               |
| 17                                        | Лопатюк Ольга Михайлівна       | 02.11.2010            | середня спеціальна | позапартійна                          | Великобичківська селищна рада, спеціаліст — землевпорядник                    |
| 18                                        | Шімон Мар'яна Генадіївна       | 02.11.2010            | вища               | член Партії регіонів                  | Великобичківська селищна рада, головний бухгалтер                             |
| 20                                        | Марущак Людмила Миколаївна     | 02.11.2010            | вища               | позапартійна                          | Великобичківська селищна рада, спеціаліст-землевпорядник                      |
| 22                                        | Кузьмик Надія Григорівна       | 02.11.2010            | середня спеціальна | позапартійна                          | Великобичківський селищний будинок культури, культорганізатор                 |
| 24                                        | Лета Тетяна Іванівна           | 02.11.2010            | вища               | член Політичної партії «Фронт Змін»   | приватний підприємець                                                         |
| 25                                        | Тимчак Олена Дмитрівна         | 02.11.2010            | вища               | позапартійна                          | Великобичківська загальноосвітня школа І-ІІІ ст. № 2, вчитель                 |
| 26                                        | Волощук Павло Петрович         | 02.11.2010            | середня спеціальна | член Політичної партії «Наша Україна» | тимчасово не працює                                                           |
| 27                                        | Хараїн Іван Васильович         | 02.11.2010            | середня спеціальна | позапартійний                         | Великобичківська загальноосвітня школа І-ІІІ ст. № 2, вчитель                 |
| 29                                        | Піпаш Людмила Йосипівна        | 02.11.2010            | вища               | член Партії регіонів                  | Великобичківська загальноосвітня школа І-ІІІ ст. № 2, вчитель                 |